# Rallye de Grande-Bretagne 1976
Le Rallye de Grande-Bretagne 1976 (32nd Lombard RAC Rally), disputé du 27 au 30 novembre 1976, est la quarante-et-unième manche du championnat du monde des rallyes (WRC) courue depuis 1973 et la dixième et dernière manche du championnat du monde des rallyes 1976.

## Contexte avant la course

### Le championnat du monde

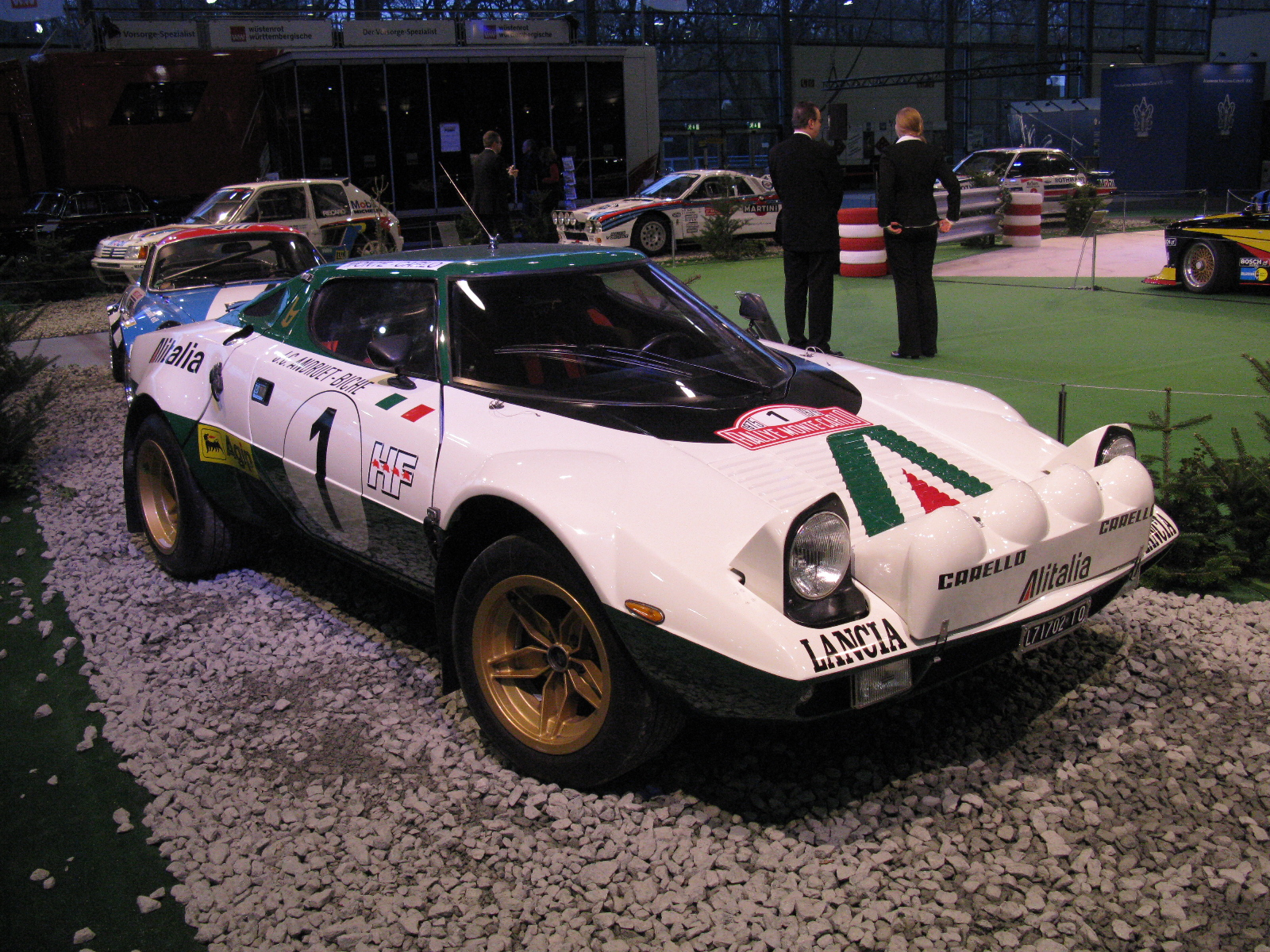
La Lancia Stratos a apporté trois titres mondiaux à Lancia.

Créé en 1973, le championnat mondial des rallyes pour marques s'appuie sur les plus grandes épreuves routières internationales. Le calendrier 1976 compte dix manches, réservées aux voitures des catégories suivantes :
- Groupe 1 : voitures de tourisme de série
- Groupe 2 : voitures de tourisme spéciales
- Groupe 3 : voitures de grand tourisme de série
- Groupe 4 : voitures de grand tourisme spéciales

Pour la troisième année consécutive, la Scuderia Lancia s'est assuré le titre mondial, titre obtenu avant la dernière manche de la saison, la Lancia Stratos ayant nettement dominé ses concurrentes. Seul autre constructeur régulièrement engagé, Opel n'a pu rivaliser avec le constructeur italien, les prometteuses Kadett GT/E groupe 4 ne s'étant pas révélées suffisamment fiables. Opel pointe néanmoins à la seconde place du championnat, en grande partie grâce aux places d'honneurs acquises par des équipages privés.

### L'épreuve

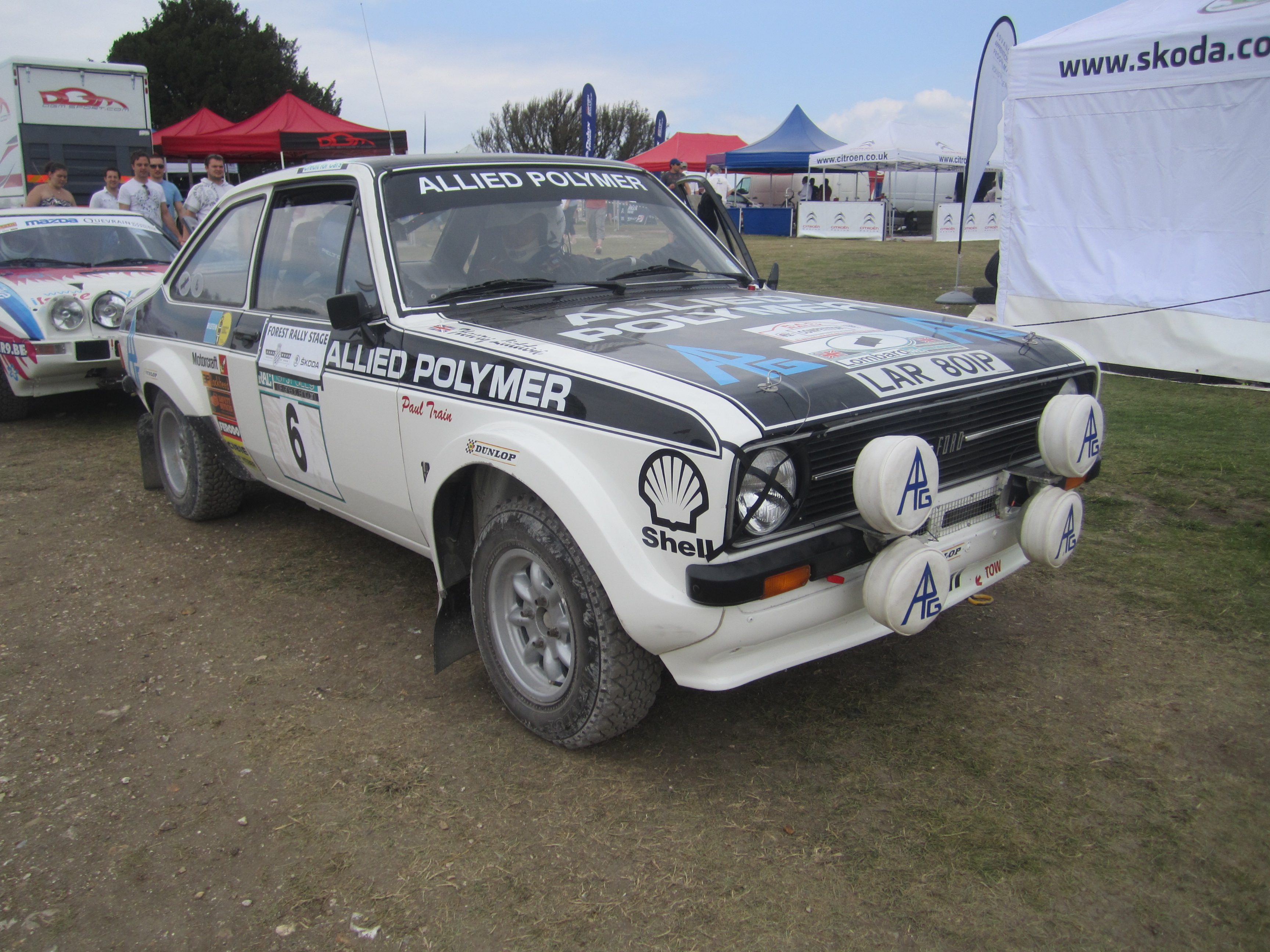
Une Escort RS1800 lors d'une manifestation historique. C'est sur un modèle identique que Mäkinen a obtenu son troisième succès au RAC.

Le RAC Rally fut créé en 1932 à l'initiative du Royal Automobile Club britannique. À ses débuts simple épreuve d'orientation et de maniabilité, ce rallye devint après guerre une course de vitesse, comptant dès 1953 pour le Championnat d'Europe des rallyes. Les tronçons chronométrés, courus sur chemins privés, furent introduits en 1960. L'impossibilité de reconnaître le parcours (tenu secret jusqu'au départ) rend l'épreuve particulièrement sélective, les pilotes ne pouvant s'appuyer sur des notes précises. Les pilotes nordiques s'y montrent particulièrement à l'aise ; depuis 1960 seul le Britannique Roger Clark (vainqueur en 1972) est parvenu à les devancer. Vainqueur des trois dernières éditions au volant d'une Ford Escort, le Finlandais Timo Mäkinen partira une nouvelle fois favori cette année.

## Le parcours

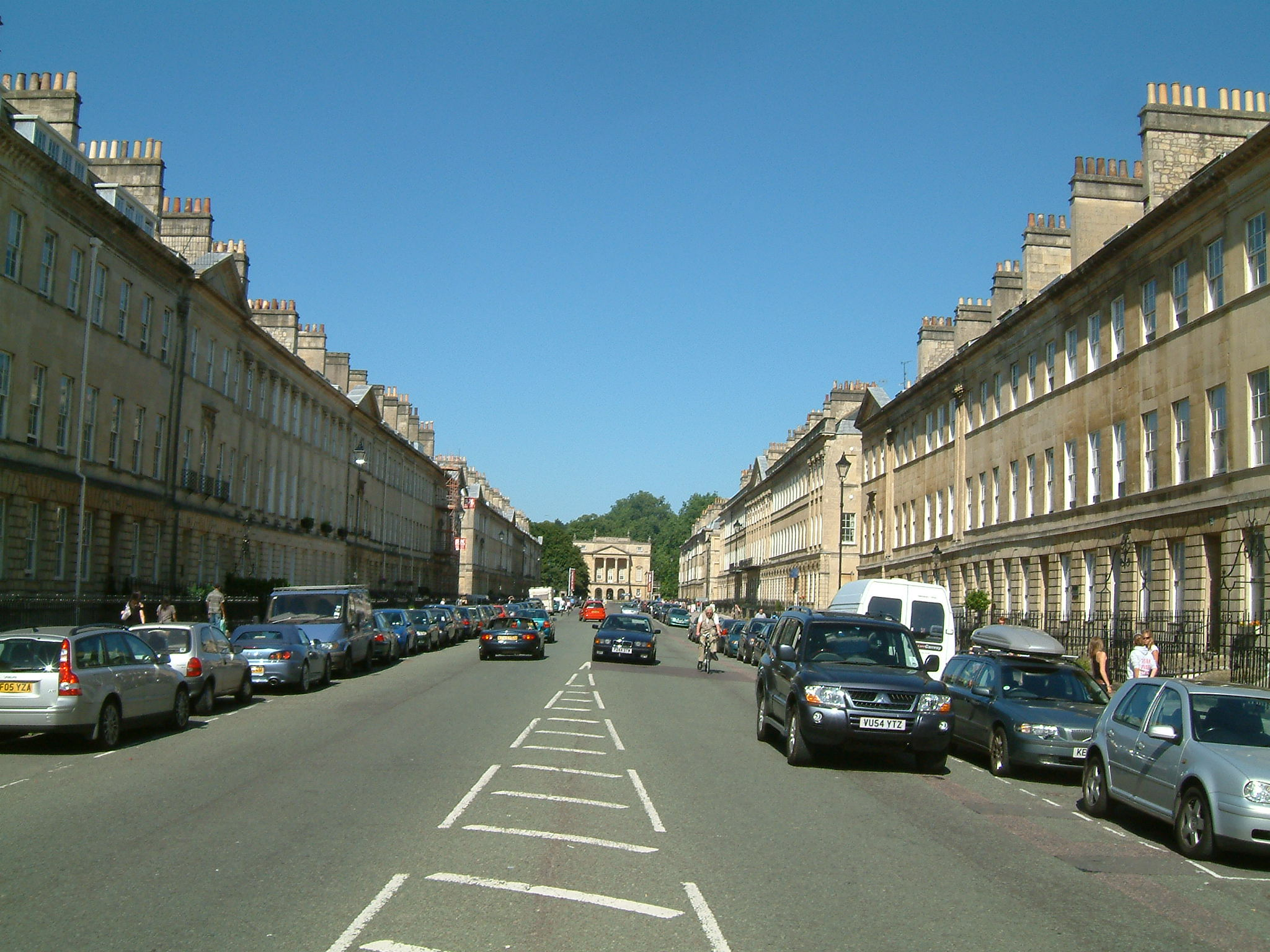
Bath : une vue de Great Pulteney Street, point central du rallye.

- vérifications techniques : 26 novembre 1976 à Bath
- départ : 27 novembre 1976 de Bath
- arrivée : 30 novembre 1976 à Bath
- distance : 3 248 km dont 504 km sur 70 épreuves spéciales (76 épreuves initialement prévues)
- surface : terre
- Parcours divisé en deux étapes[2]

### Première étape
- Bath - York - Carlisle - Ellesmere Port - Bath, du 27 au 28 novembre, 37 épreuves spéciales (39 épreuves initialement prévues)

### Deuxième étape
- Bath - Betws-y-Coed - Bath, du 29 au 30 novembre, 33 épreuves spéciales (37 épreuves initialement prévues[3])

## Les forces en présence
- Lancia

La Scuderia Lancia avait engagé deux Stratos HF groupe 4 pour Sandro Munari et Björn Waldegård, mais ce dernier vient d'être évincé de l'équipe, qui n'a pas apprécié que le champion suédois ait signé un contrat avec Ford pour la saison 1977. La marque championne du monde n'aligne donc qu'une seule voiture officielle. En configuration 'terre', la Stratos accuse environ 900 kg sur la balance. Elle dispose d'un moteur V6 24 soupapes de 2400 cm3, alimenté par trois carburateurs double-corps, développant 275 chevaux. Le pilote suédois Per-Inge Walfridsson dispose quant à lui d'une Stratos privée, engagée par l'écurie 'Chequered Flag'.
- Ford

Vainqueur des quatre dernières éditions de l'épreuve, Ford est le grandissime favori de l'épreuve, et également le mieux représenté avec 59 Escort au départ, dont deux officielles et huit semi-privées ! L'usine soutient deux équipes de cinq voitures. La première équipe est composée de Timo Mäkinen et Roger Clark (les deux pilotes officiels), Ari Vatanen, Russell Brookes et Pentti Airikkala, tous sur Escort RS1800 groupe 4 (moteur quatre cylindres, deux litres, seize soupapes, alimenté par deux carburateurs double-corps, environ 245 chevaux). La deuxième équipe comprend trois Escort RS1800 groupe 4 aux mains de Björn Waldegård (qui remplace au pied levé Nigel Rockey, parti chez Chrysler), Simo Lampinen et John Taylor (ce dernier sur une version légèrement moins puissante), ainsi que deux Escort RS2000 groupe 1 pour Markku Saaristo et Kyösti Hämäläinen. Tony Fowkes, Billy Coleman, Tony Drummond, engagés à titre privé, disposent également de versions groupe 4 très bien préparées et peuvent viser les places d'honneur.
- Opel

L'Euro Händler Team, qui représente officiellement le constructeur allemand, a engagé quatre Kadett GT/E groupe 4 (moteur quatre cylindres, deux litres, 220 chevaux) pour Walter Röhrl, Anders Kulläng, Rauno Aaltonen et Walter Smolej. De son côté, l'importateur britannique 'Opel Dealer Team' a engagé deux Kadett groupe 1 (135 chevaux) pour Tony Fall et Bror Danielsson, qui visent la victoire dans cette catégorie.
- Fiat

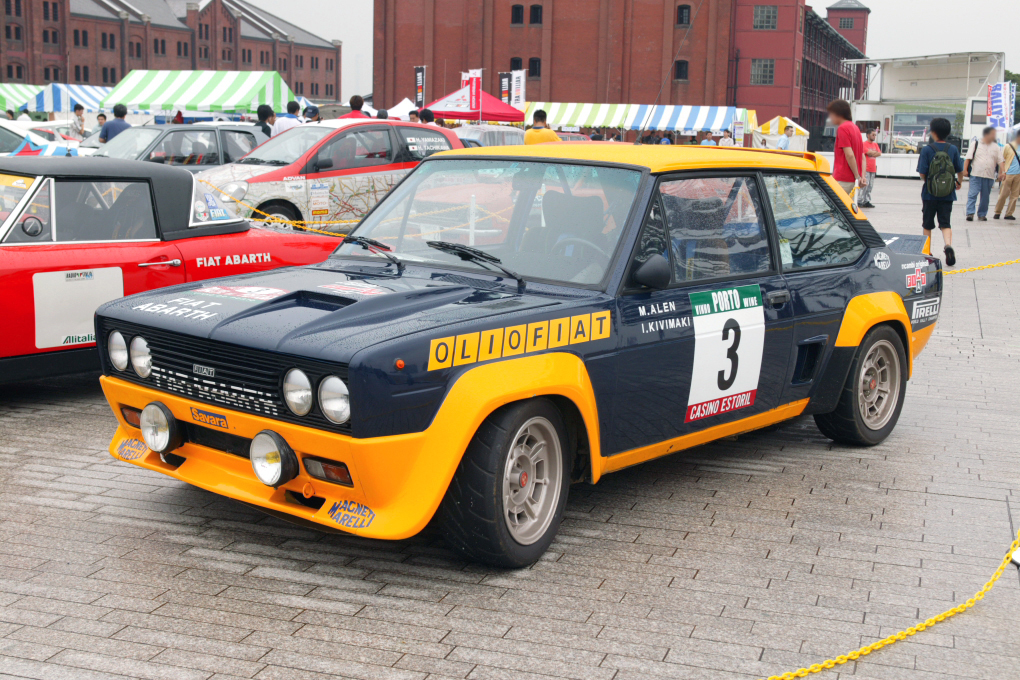
La 131 Abarth groupe 4

Préparant activement la saison 1977, le constructeur turinois a engagé trois 131 Abarth groupe 4 (moteur quatre cylindres, deux litres, seize soupapes, environ 215 chevaux) pour Markku Alén, Maurizio Verini et Fulvio Bacchelli.
- Saab

Saab-Scania a engagé deux Saab 99 groupe 4 pour Stig Blomqvist et Per Eklund. Pesant 1160 kg en ordre de marche, elles sont plus lourdes que les Saab 96 qu'elles remplacent, mais nettement plus puissantes avec leur moteur deux litres seize soupapes alimenté par deux carburateurs double-corps développant 220 chevaux à 7500 tr/min. L'usine a également engagé une version proche de la série pour le Canadien Jean-Paul Perusse.
- Toyota

Le premier constructeur japonais a engagé deux Toyota Celica groupe 4 (moteur deux litres seize soupapes alimenté par injection, 240 chevaux) pour Hannu Mikkola et Jean-Luc Thérier, ainsi qu'une Corolla 1600 groupe 4 (185 chevaux) confiée à Ove Andersson. Contrairement à ses coéquipiers qui disposent de pneus Pirelli, Mikkola utilise des pneus Dunlop, habituellement plus performants sur les pistes britanniques.
- Datsun

Sous les couleurs Sanyo, Andy Dawson a engagé deux coupés Violet 160J groupe 4 (moteur deux litres seize soupapes, 240 chevaux), préparés par l'usine. Il pilote lui-même l'un des deux, le second étant confié à Harry Källström, vainqueur cette saison du Rallye de l'Acropole sur un modèle identique.
- Triumph

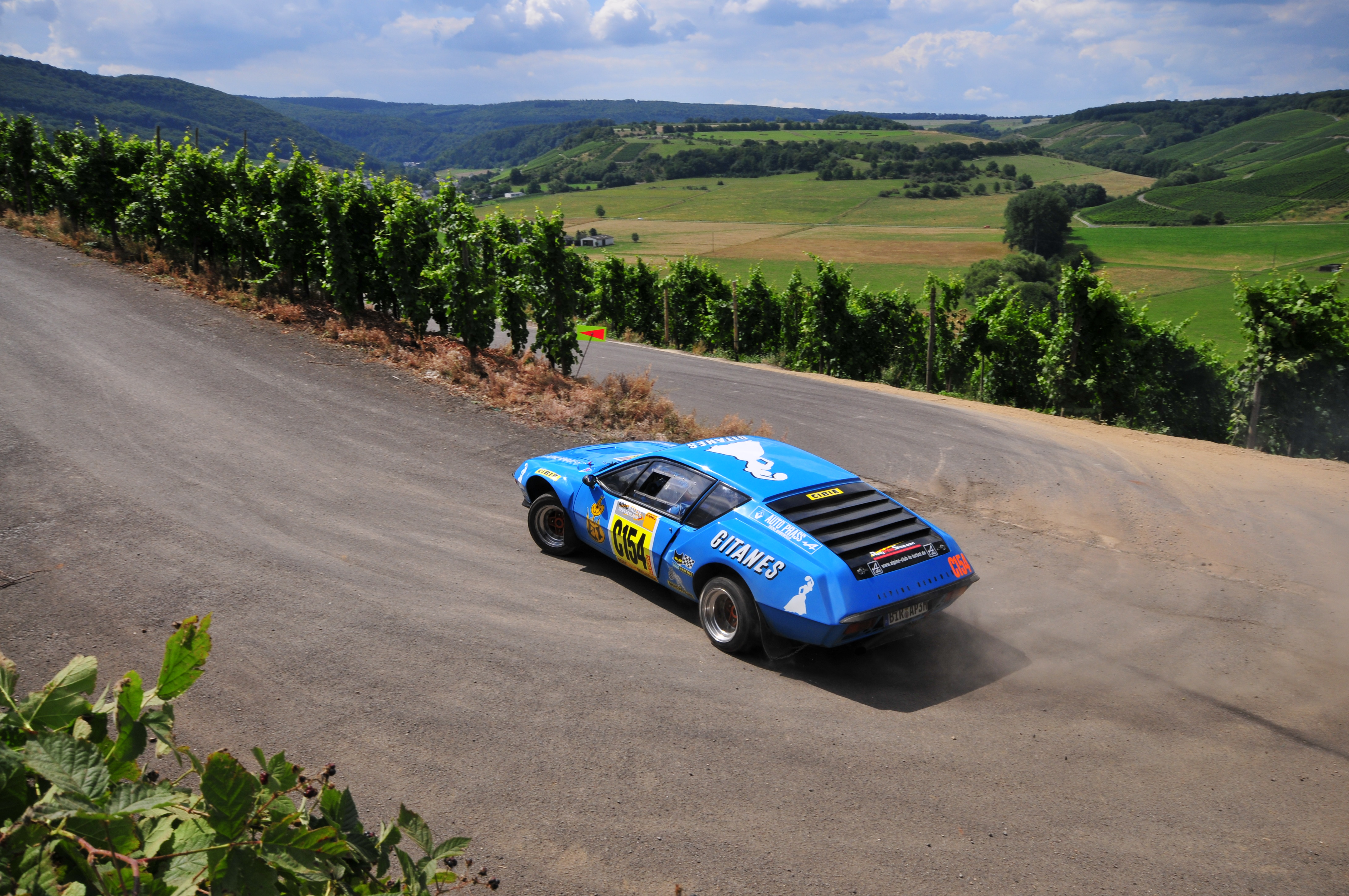
Une Alpine A310 groupe 4 lors d'une course historique.

British Leyland a préparé deux Triumph TR7 groupe 4 (moteur deux litres seize soupapes, 210 chevaux) pour Tony Pond et Brian Culcheth. Bénéficiant d'une excellente motricité sur terre, ces voitures se sont montrées très compétitives en championnat d'Angleterre, avec notamment la victoire de Pond au Raylor Rally.
- Alpine

Jean Ragnotti est présent sur une A310 groupe 4 de l'équipe Gitanes. En configuration 'terre', cette voiture pèse près de 900 kg. Il s'agit toujours d'un modèles à quatre cylindres (1800 cm3, 185 chevaux), la nouvelle version V6 de l'A310 n'étant pas encore homologuée. C'est la deuxième participation au RAC de Ragnotti, déjà au départ en 1971 sur une Opel Kadett.
- Chrysler

Chrysler UK a engagé deux Avenger groupe 4 (moteur deux litres, seize soupapes, 210 chevaux) pour Chris Sclater et Nigel Rockey.
- Škoda

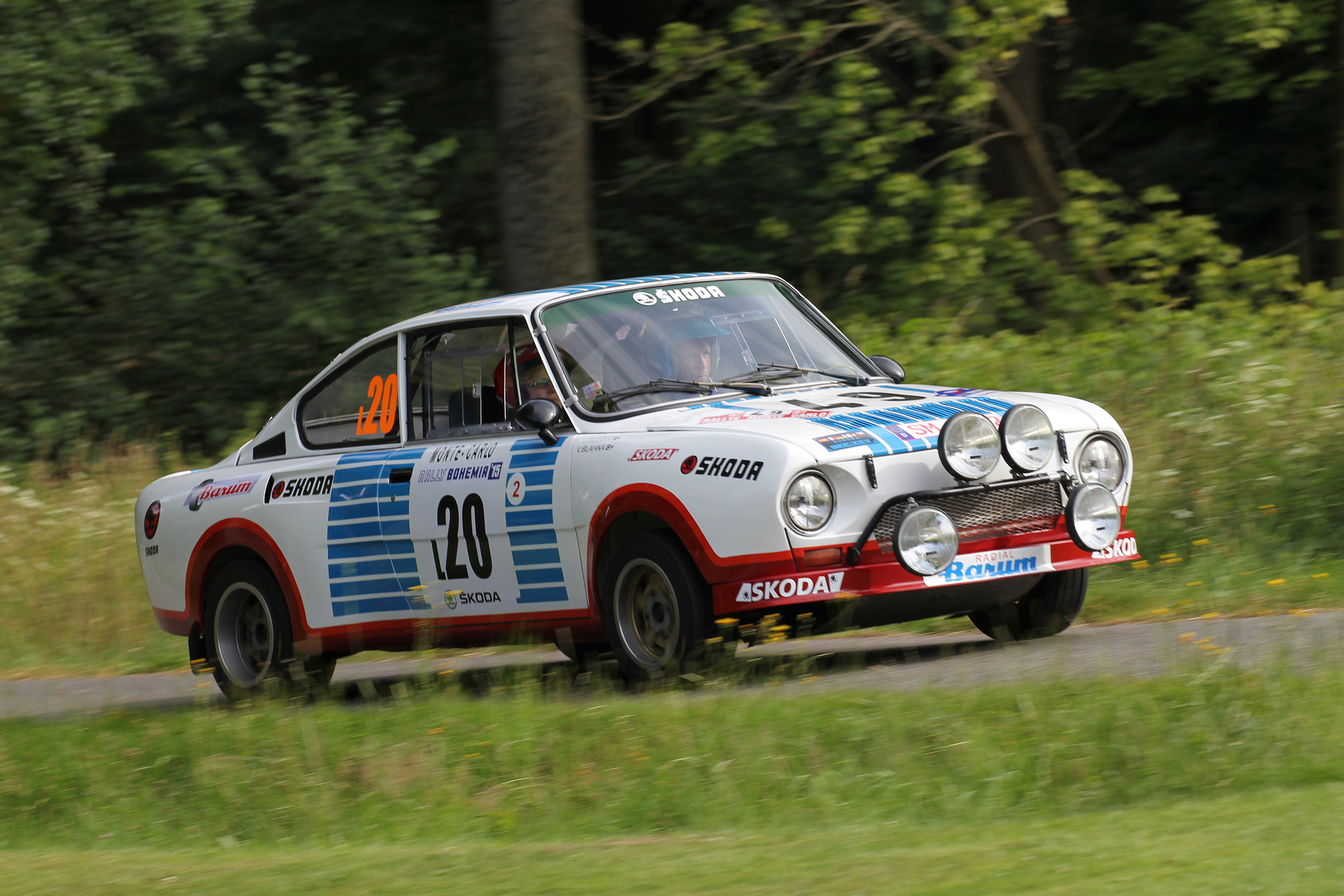
Un coupé Škoda 130RS lors d'un rallye historique.

Le pilote norvégien John Haugland dispose de la dernière évolution du coupé 130 RS groupe 2, à moteur arrière. Cette version allégée (800 kg) a été tout récemment homologuée, les mille exemplaire requis (dont une grande partie destinée à l'armée et à la police tchèques) venant d'être achevés. Le quatre cylindres 1300 cm3 à huit soupapes développe environ 120 chevaux. Extrêmement maniable, cette voiture peut viser une victoire de groupe.
- Vauxhall

Au côté du coupé Magnum groupe 4 piloté par Faulkner, le DTV (Dealer Team Vauxhall) a également engagé une toute nouvelle Chevette groupe 4, boîte cinq vitesses, équipée du même moteur (2300 cm3, double arbre à cames en tête, 16 soupapes, 245 chevaux) et confiée à Will Sparrow. L'équipe comprend également une Magnum groupe 1 (180 chevaux) pour Jimmy McRae, qui a bon espoir de remporter cette catégorie.

## Déroulement de la course

### Première étape
Le départ est donné de Bath le samedi 27 novembre, à neuf heures du matin. Hannu Mikkola (Toyota Celica) s'impose dans la première spéciale, prenant la tête du rallye devant les Opel de Walter Röhrl et d'Anders Kulläng, mais les écarts sont très faibles, les quinze premiers se tenant en quatre secondes. Dans la seconde spéciale, le triple vainqueur Timo Mäkinen (Ford Escort) prend tous les risques pour rattraper ses quatre secondes de retard sur Mikkola. Après une ligne droite de huit cents mètres, il freine très tard et ne parvient pas à négocier le virage à droite : sa roue avant gauche se plante dans le fossé et la voiture part en tonneaux, s'immobilisant sur le toit, dans le talus. L'équipage parviendra à repartir, mais la voiture est très endommagée. Plus tard, sur ce même tronçon, le champion d'Allemagne Schewe va manquer un virage ; partie en tonneaux, la Porsche va blesser deux spectateurs, entraînant l'annulation de la spéciale.
Chez Ford, Ari Vatanen prend le relais de Mäkinen : il se montre le plus rapide dans les troisième et quatrième secteurs chronométrés, revenant à deux secondes de Mikkola. Dans la spéciale suivante, alors que son coéquipier Mäkinen vient d'abandonner, il prend la tête du rallye, devant la surprenante Triumph TR7 de Tony Pond, très performante pour sa première apparition en championnat du monde, tandis que Mikkola a chuté à la troisième place. Röhrl a renoncé (différentiel cassé), relayé à la quatrième place par Kulläng sur la seconde Opel. Tandis que Vatanen augmente régulièrement son avance sur ses poursuivants, Mikkola perd toute chance de victoire, un problème d'injection lui coûtant vingt minutes de pénalisation. Régulièrement parmi les plus rapides, Pentti Airikkala (Ford Escort) remonte bientôt à la seconde place, puis à la première lorsque Vatanen rencontre des problèmes de moteur dans la onzième spéciale, ayant effectué plusieurs surrégimes à cause d'un compte-tours déréglé. Le jeune pilote finlandais abandonnera peu après, distribution endommagée. Russel Brookes (Ford) est désormais second à seize secondes d'Airikkala, mais se fait bientôt déborder par Pond qui, durant quelques épreuves, va menacer le leader avant de rétrograder au classement à cause de crevaisons successives, se faisant déborder par l'Escort de Roger Clark et la Saab de Stig Blomqvist, passés à l'attaque après un début de course relativement prudent. Airikkala remporte la plupart des épreuves spéciales, creusant régulièrement l'écart sur ses principaux rivaux. Le dimanche soir, au terme de l'étape, il a porté son avance sur Clark et sur Blomqvist à près de trois minutes. Brookes ayant abandonné à cause d'un problème électrique, c'est l'Irlandais Bill Coleman qui pointe à la quatrième place, devant Sandro Munari (Lancia) et Björn Waldegård (Ford). Des problèmes mécaniques ont sérieusement ralenti Markku Alén, un moment quatrième sur sa Fiat, et le pilote finlandais a chuté à la treizième place à sept minutes et demie de la Ford de tête. Pond n'est pas mieux loti, relégué à la quinzième place à la suite de multiples crevaisons en fin d'étape.
| Pos. | Pilote           | Copilote              | Voiture             | Groupe | Temps           | Écart         |
| ---- | ---------------- | --------------------- | ------------------- | ------ | --------------- | ------------- |
| 1    | Pentti Airikkala | Mike Greasley         | Ford Escort RS1800  | 4      | 2 h 45 min 51 s |               |
| 2    | Roger Clark      | Stuart Pegg           | Ford Escort RS1800  | 4      | 2 h 48 min 32 s | + 2 min 41 s  |
| 3    | Stig Blomqvist   | Hans Sylvan           | Saab 99 EMS         | 4      | 2 h 48 min 48 s | + 2 min 57 s  |
| 4    | Billy Coleman    | Dan O'Sullivan        | Ford Escort RS1800  | 4      | 2 h 49 min 12 s | + 3 min 21 s  |
| 5    | Sandro Munari    | Silvio Maiga          | Lancia Stratos HF   | 4      | 2 h 50 min 41 s | + 4 min 50 s  |
| 6    | Björn Waldegård  | Hans Thorszelius      | Ford Escort RS1800  | 4      | 2 h 50 min 53 s | + 5 min 02 s  |
| 7    | Per Eklund       | Hans Sylvan           | Saab 99 EMS         | 4      | 2 h 51 min 52 s | + 6 min 01 s  |
| 7=   | Anders Kulläng   | Claes-Göran Andersson | Opel Kadett GT/E    | 4      | 2 h 51 min 52 s | + 6 min 01 s  |
| 9    | Maurizio Verini  | 'Ninni' Russo         | Fiat 131 Abarth     | 4      | 2 h 52 min 06 s | + 6 min 15 s  |
| 10   | Ove Andersson    | Martin Holmes         | Toyota Corolla 1600 | 4      | 2 h 52 min 17 s | + 6 min 26 s  |
| 11   | Andy Dawson      | Andrew Marriott       | Datsun Violet 160J  | 4      | 2 h 52 min 19 s | + 6 min 28 s  |
| 12   | Tony Fowkes      | Bryan Harris          | Ford Escort RS1800  | 4      | 2 h 52 min 40 s | + 6 min 49 s  |
| 13   | Markku Alén      | Ilkka Kivimäki        | Fiat 131 Abarth     | 4      | 2 h 53 min 20 s | + 7 min 29 s  |
| 14   | Fulvio Bacchelli | Francesco Rossetti    | Fiat 131 Abarth     | 4      | 2 h 53 min 21 s | + 7 min 30 s  |
| 15   | Tony Pond        | David Richards        | Triumph TR7         | 4      | 2 h 56 min 38 s | + 10 min 47 s |

### Deuxième étape

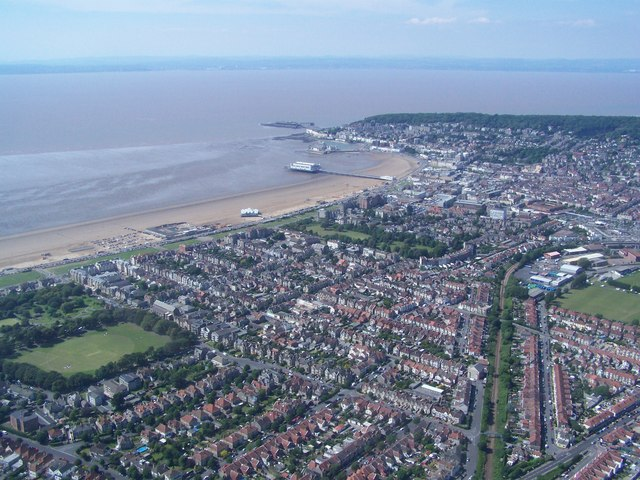
Le contrôle horaire de Weston-super-Mare a mis un terme aux espoirs d'Airikkala.

Les 106 équipages restant en course repartent de Bath le lundi matin, en direction du pays de Galles. Les fortes pluies obligent les organisateurs à annuler deux épreuves, les pistes étant impraticables. En tête, Airikkala, malgré un moteur ayant perdu un peu de puissance, gère son avance sur Clark et semble se diriger vers la victoire lorsqu'une défaillance du système de freinage l'oblige à un long arrêt à son assistance. Ses mécaniciens parviennent à réparer, mais l'équipage ne parvient pas à pointer dans les délais au contrôle horaire de Weston-super-Mare ; il est aussitôt déclaré hors-course ! Airikkala poursuit néanmoins sa route, dans l'espoir que l'appel déposé par Ford soit accepté, mais officiellement c'est maintenant Clark qui pointe en tête du rallye, devant Blomqvist. Ce dernier menace un moment le nouveau leader, un instant retardé par des problèmes de moteur, rapidement solutionnés par ses mécaniciens. Clark fait alors le forcing pour se forger un avantage décisif sur son adversaire suédois. L'arrêt définitif d'Airikkala (embrayage hors d'usage) à quatre spéciales de l'arrivée lève toute incertitude sur l'issue de la course, et Clark regagne Bath avec plus de quatre minutes d'avance sur Blomqvist, remportant sa deuxième victoire au RAC. Auteur d'une très belle fin de course, Waldegård est parvenu à déborder la Lancia de son ex-équipier Munari pour le gain de la troisième place.

### Classements intermédiaires
Classements intermédiaires des pilotes après chaque épreuve spéciale

### Classement général

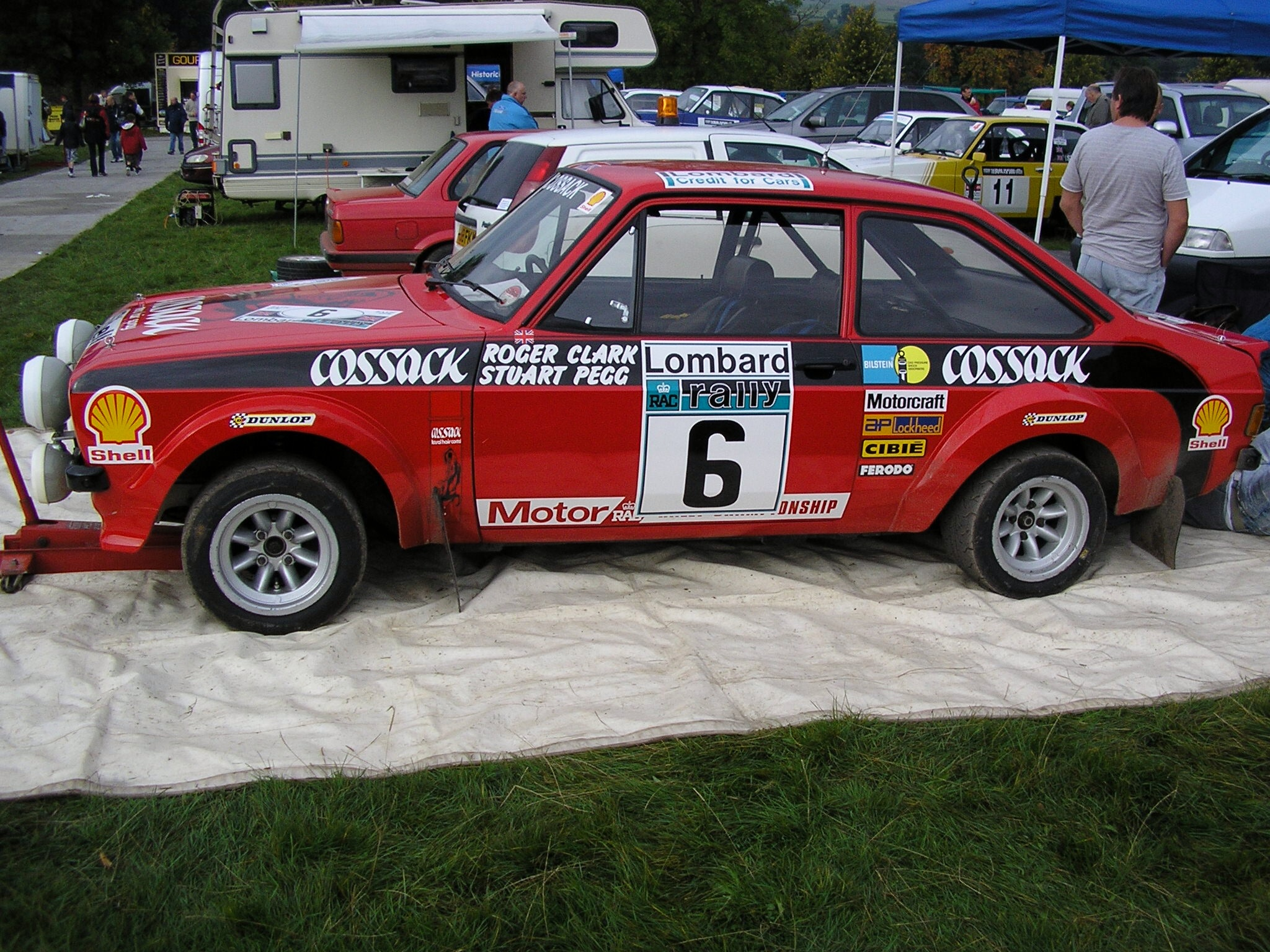
La Ford Escort victorieuse.

| Pos | No | Pilote          | Copilote              | Voiture             | Temps           | Écart         | Groupe |
| --- | -- | --------------- | --------------------- | ------------------- | --------------- | ------------- | ------ |
| 1   | 6  | Roger Clark     | Stuart Pegg           | Ford Escort RS1800  | 6 h 02 min 26 s |               | 4      |
| 2   | 4  | Stig Blomqvist  | Hans Sylvan           | Saab 99 EMS         | 6 h 07 min 03 s | + 4 min 37 s  | 4      |
| 3   | 32 | Björn Waldegård | Hans Thorszelius      | Ford Escort RS1800  | 6 h 07 min 55 s | + 5 min 29 s  | 4      |
| 4   | 7  | Sandro Munari   | Silvio Maiga          | Lancia Stratos HF   | 6 h 08 min 49 s | + 6 min 23 s  | 4      |
| 5   | 8  | Ove Andersson   | Martin Holmes         | Toyota Corolla 1600 | 6 h 11 min 43 s | + 9 min 17 s  | 4      |
| 6   | 20 | Billy Coleman   | Dan O'Sullivan        | Ford Escort RS1800  | 6 h 11 min 48 s | + 9 min 22 s  | 4      |
| 7   | 19 | Anders Kulläng  | Claes-Göran Andersson | Opel Kadett GT/E    | 6 h 15 min 13 s | + 12 min 47 s | 4      |
| 8   | 26 | Andy Dawson     | Andrew Marriott       | Datsun Violet 160J  | 6 h 22 min 07 s | + 19 min 41 s | 4      |
| 9   | 24 | Brian Culcheth  | Johnstone Syer        | Triumph TR7         | 6 h 22 min 54 s | + 20 min 28 s | 4      |
| 10  | 41 | Bror Danielsson | Ulf Sundberg          | Opel Kadett GT/E    | 6 h 24 min 28 s | + 22 min 02 s | 1      |

### Hommes de tête
- ES1 à ES4 :  Hannu Mikkola -  Jean Todt (Toyota Celica)
- ES5 à ES10 :  Ari Vatanen -  Peter Bryant (Ford Escort RS1800)
- ES11 à ES56 :  Pentti Airikkala -  Mike Greasley (Ford Escort RS1800)
- ES57 à ES76 :  Roger Clark -  Stuart Pegg (Ford Escort RS1800)

### Vainqueurs d'épreuves spéciales
- Pentti Airikkala -  Mike Greasley (Ford Escort RS1800) : 22 spéciales (ES 6, 7, 12, 16, 19 à 21, 23, 25 à 30, 32, 33, 45, 54, 65, 68, 69, 72)
- Roger Clark -  Stuart Pegg (Ford Escort RS1800) : 19 spéciales (ES 9, 14, 15, 19, 40, 45, 46, 51, 58, 60 à 62, 64, 70, 71, 73 à 76)
- Hannu Mikkola -  Jean Todt (Toyota Celica) : 9 spéciales (ES 1, 10 à 13, 47, 48, 52, 53)
- Sandro Munari -  Silvio Maiga (Lancia Stratos HF) : 7 spéciales (ES 6, 10, 35, 43, 46, 50, 66)
- Stig Blomqvist -  Hans Sylvan (Saab 99 EMS) : 7 spéciales (ES 24, 46, 53, 55 à 57, 59)
- Tony Pond -  David Richards (Triumph TR7) : 3 spéciales (ES 18, 22, 24)
- Maurizio Verini -  'Ninni' Russo (Fiat 131 Abarth) : 3 spéciales (ES 36, 38, 49)
- Per Eklund -  Björn Cederberg (Saab 99 EMS) : 3 spéciales (ES 58, 63, 64)
- Ari Vatanen -  Peter Bryant (Ford Escort RS1800) : 2 spéciales (ES 3, 4)
- Björn Waldegård -  Hans Thorszelius (Ford Escort RS1800) : 2 spéciales (ES 31, 46)
- Markku Alén -  Ilkka Kivimäki (Fiat 131 Abarth) : 2 spéciales (ES 44, 46)
- Harry Källström -  Gerry Phillips (Datsun Violet 160J) : 1 spéciale (ES 5)
- Russell Brookes -  John Brown (Ford Escort RS1800) : 1 spéciale (ES 8)
- Fulvio Bacchelli -  Francesco Rossetti (Fiat 131 Abarth) : 1 spéciale (ES 39)

- Mis hors-course après la 56e épreuve spéciale, l'équipage Airikkala-Greasley a néanmoins poursuivi sa route jusqu'à la 72e épreuve spéciale, se montrant le plus rapide dans quatre secteurs chronométrés bien qu'étant officiellement retiré[2].

## Résultats des principaux engagés
| No | Pilote               | Copilote              | Voiture                | Groupe | Classement général                                                                   | Class. groupe |
| -- | -------------------- | --------------------- | ---------------------- | ------ | ------------------------------------------------------------------------------------ | ------------- |
| 1  | Timo Mäkinen         | Henry Liddon          | Ford Escort RS1800     | 4      | ab. dans la 5e spéciale (transmission, après accident)                               | -             |
| 2  | Björn Waldegård      | Hans Thorszelius      | Lancia Stratos HF      | 4      | Forfait (équipage partant sur Ford Escort n°32)                                      | -             |
| 3  | Markku Alén          | Ilkka Kivimäki        | Fiat 131 Abarth        | 4      | ab. dans la 56e spéciale (différentiel)                                              | -             |
| 4  | Stig Blomqvist       | Hans Sylvan           | Saab 99 EMS            | 4      | 2e à 4 min 37 s                                                                      | 2e            |
| 5  | Hannu Mikkola        | Jean Todt             | Toyota Celica          | 4      | ab. dans la 59e spéciale (différentiel)                                              | -             |
| 6  | Roger Clark          | Stuart Pegg           | Ford Escort RS1800     | 4      | 1er                                                                                  | 1er           |
| 7  | Sandro Munari        | Silvio Maiga          | Lancia Stratos HF      | 4      | 4e à 6 min 23 s                                                                      | 4e            |
| 8  | Ove Andersson        | Martin Holmes         | Toyota Corolla 1600    | 4      | 5e à 9 min 17 s                                                                      | 5e            |
| 9  | Simo Lampinen        | Mike Wood             | Ford Escort RS1800     | 4      | ab. dans la 24e spéciale (sortie de route)                                           | -             |
| 10 | Maurizio Verini      | 'Ninni' Russo         | Fiat 131 Abarth        | 4      | ab. dans la 56e spéciale (boîte de vitesses)                                         | -             |
| 11 | Walter Röhrl         | Jochen Berger         | Opel Kadett GT/E       | 4      | ab. dans la 5e spéciale (différentiel)                                               | -             |
| 12 | Jean-Luc Thérier     | Michel Vial           | Toyota Celica          | 4      | ab. dans la 16e spéciale (radiateur d'huile)                                         | -             |
| 13 | Harry Källström      | Gerry Phillips        | Datsun Violet 160J     | 4      | ab. dans la 22e spéciale (boîte de vitesses)                                         | -             |
| 14 | Fulvio Bacchelli     | Francesco Rossetti    | Fiat 131 Abarth        | 4      | 11e à 22 min 12 s                                                                    | 10e           |
| 15 | Ari Vatanen          | Peter Bryant          | Ford Escort RS1800     | 4      | ab. dans la 13e spéciale (distribution)                                              | -             |
| 16 | Russell Brookes      | John Brown            | Ford Escort RS1800     | 4      | ab. dans la 22e spéciale (circuit électrique)                                        | -             |
| 17 | Per Eklund           | Björn Cederberg       | Saab 99 EMS            | 4      | ab. dans la 72e spéciale (boîte de vitesses)                                         | -             |
| 18 | Tony Fowkes          | Bryan Harris          | Ford Escort RS1800     | 4      | ab. dans la 59e spéciale (sortie de route)                                           | -             |
| 19 | Anders Kulläng       | Claes-Göran Andersson | Opel Kadett GT/E       | 4      | 7e à 12 min 47 s                                                                     | 7e            |
| 20 | Billy Coleman        | Dan O'Sullivan        | Ford Escort RS1800     | 4      | 6e à 9 min 22 s                                                                      | 6e            |
| 21 | Tony Pond            | David Richards        | Triumph TR7            | 4      | ab. dans la 54e spéciale (suspension arrière)                                        | -             |
| 22 | Pentti Airikkala     | Mike Greasley         | Ford Escort RS1800     | 4      | hors course après la 56e spéciale (hors délai) ab. après la 72e spéciale (embrayage) | -             |
| 23 | Per-Inge Walfridsson | Austin Frazer         | Lancia Stratos HF      | 4      | ab. dans la 19e spéciale (conduite d'huile)                                          | -             |
| 24 | Brian Culcheth       | Johnstone Syer        | Triumph TR7            | 4      | 9e à 20 min 28 s                                                                     | 9e            |
| 25 | Chris Sclater        | Paul White            | Chrysler Avenger       | 4      | ab. dans la 51e spéciale (distribution)                                              | -             |
| 26 | Andy Dawson          | Andrew Marriott       | Datsun Violet 160J     | 4      | 8e à 19 min 41 s                                                                     | 8e            |
| 27 | Rauno Aaltonen       | Claes Billstam        | Opel Kadett GT/E       | 4      | ab. dans la 6e spéciale (moteur)                                                     | -             |
| 28 | Will Sparrow         | Rodney Spokes         | Vauxhall Chevette 2300 | 4      | ab. dans la 3e spéciale (transmission)                                               | -             |
| 29 | John Taylor          | John Jensen           | Ford Escort RS1800     | 4      | ab. dans la 8e spéciale (joint de culasse)                                           | -             |
| 30 | Jean Ragnotti        | Jacques Jaubert       | Alpine A310            | 4      | ab. après la 9e spéciale (différentiel)                                              | -             |
| 31 | John Haugland        | Fred Gallagher        | Škoda 130 RS           | 2      | 16e à 41 min 35 s                                                                    | 1er           |
| 32 | Björn Waldegård      | Hans Thorszelius      | Ford Escort RS1800     | 4      | 3e à 5 min 29 s                                                                      | 3e            |
| 33 | Tony Drummond        | Phil Short            | Ford Escort RS1800     | 4      | ab. après la 39e spéciale (hors délai)                                               | -             |
| 34 | Paul Faulkner        | Monty Peters          | Vauxhall Magnum coupé  | 4      | ab. dans la 25e spéciale (embrayage)                                                 | -             |
| 35 | Leif Asterhag        | Anders Gullberg       | Toyota Celica          | 4      | ab. dans la 14e spéciale (sortie de route)                                           | -             |
| 36 | Tony Fall            | Mike Broad            | Opel Kadett GT/E       | 1      | ab. après la 39e spéciale (hors délai)                                               | -             |
| 37 | Markku Saaristo      | Colin Francis         | Ford Escort RS2000     | 1      | 27e à 1 h 01 min 47 s                                                                | 8e            |
| 39 | Kyösti Hämäläinen    | Urpo Vihervaara       | Ford Escort RS2000     | 1      | ab. dans la 35e spéciale (moteur)                                                    | -             |
| 41 | Bror Danielsson      | Ulf Sundberg          | Opel Kadett GT/E       | 1      | 10e à 22 min 02 s                                                                    | 1er           |
| 42 | Jimmy McRae          | Ian Muir              | Vauxhall Magnum coupé  | 1      | 12e à 26 min 37 s                                                                    | 2e            |
| 44 | Heinz-Walter Schewe  | Franz-Joseph Moorman  | Porsche 911 SC         | 4      | ab. dans la 2e spéciale (sortie de route)                                            | -             |
| 45 | Jean-Paul Perusse    | John Bellefleur       | Saab 99 EMS            | 2      | 57e à 2 h 06 min 19 s                                                                |               |
| 47 | Walter Smolej        | Bob de Jong           | Opel Kadett GT/E       | 4      | ab. dans la 7e spéciale (boîte de vitesses)                                          | -             |
| 50 | Nigel Rockey         | Derek Tucker          | Chrysler Avenger       | 4      | ab. dans la 51e spéciale (pompe à huile)                                             | -             |
| 54 | Franz Wittmann       | 'Vicki'               | Opel Kadett GT/E       | 2      | ab. dans la 1re étape (accident)                                                     | -             |
| 55 | John Buffum          | John Morgan           | Ford Escort RS1800     | 4      | ab. dans la 1re étape (embrayage)                                                    | -             |

## Classement final du championnat du monde
- attribution des points : 20, 15, 12, 10, 8, 6, 4, 3, 2, 1 respectivement aux dix premières marques de chaque épreuve (sans cumul, seule la voiture la mieux classée de chaque constructeur marque des points)
- seuls les sept meilleurs résultats (sur dix épreuves) sont retenus pour le décompte final des points.

| Pos. | Marque         | Points | M-C | SUE | POR | SAF | ACR | MAR | FIN | SAN | COR | RAC |
| ---- | -------------- | ------ | --- | --- | --- | --- | --- | --- | --- | --- | --- | --- |
| 1    | Lancia         | 112    | 20  | 10  | 20  | -   | -   | 12  | -   | 20  | 20  | 10  |
| 2    | Opel           | 57     | 10  | 12  | 12  | -   | 8   | -   | -   | 8   | 3   | 4   |
| 3    | Ford           | 47     | 8   | -   | 4   | -   | -   | -   | 15  | -   | -   | 20  |
| 4    | Saab           | 43     | -   | 20  | -   | -   | -   | -   | 8   | -   | -   | 15  |
| 5    | Datsun         | 39     | -   | -   | 6   | 4   | 20  | -   | 6   | -   | -   | 3   |
| 6    | Toyota         | 35     | -   | -   | 15  | -   | -   | -   | 12  | -   | -   | 8   |
| 7    | Fiat           | 32     | 6   | -   | -   | -   | -   | -   | 20  | 6   | -   | -   |
| 8    | Peugeot        | 31     | -   | -   | -   | 10  | -   | 20  | -   | -   | 1   | -   |
| 9    | Alpine-Renault | 27     | -   | -   | -   | -   | 15  | -   | -   | -   | 12  | -   |
| 10   | Mitsubishi     | 20     | -   | -   | -   | 20  | -   | -   | -   | -   | -   | -   |
| 11   | Porsche        | 14     | 4   | -   | -   | -   | -   | -   | -   | 2   | 8   | -   |
| 12   | Alfa Romeo     | 12     | 1   | -   | -   | 1   | 10  | -   | -   | -   | -   | -   |
| 13   | Citroën        | 10     | -   | -   | -   | -   | -   | 10  | -   | -   | -   | -   |
| 14   | Lada           | 6      | -   | -   | -   | -   | 6   | -   | -   | -   | -   | -   |
| 14=  | Renault        | 6      | -   | -   | -   | -   | -   | 6   | -   | -   | -   | -   |
| 16   | Volvo          | 4      | -   | 4   | -   | -   | -   | -   | -   | -   | -   | -   |
| 16=  | BMW            | 4      | -   | -   | -   | -   | 4   | -   | -   | -   | -   | -   |
| 18   | Mazda          | 3      | -   | -   | 3   | -   | -   | -   | -   | -   | -   | -   |
| 18=  | Volkswagen     | 3      | -   | -   | -   | -   | 3   | -   | -   | -   | -   | -   |
| 20   | Triumph        | 2      | -   | -   | -   | -   | -   | -   | -   | -   | -   | 2   |
| 21   | Wartburg       | 1      | -   | -   | -   | -   | 1   | -   | -   | -   | -   | -   |